# Myotis ruber

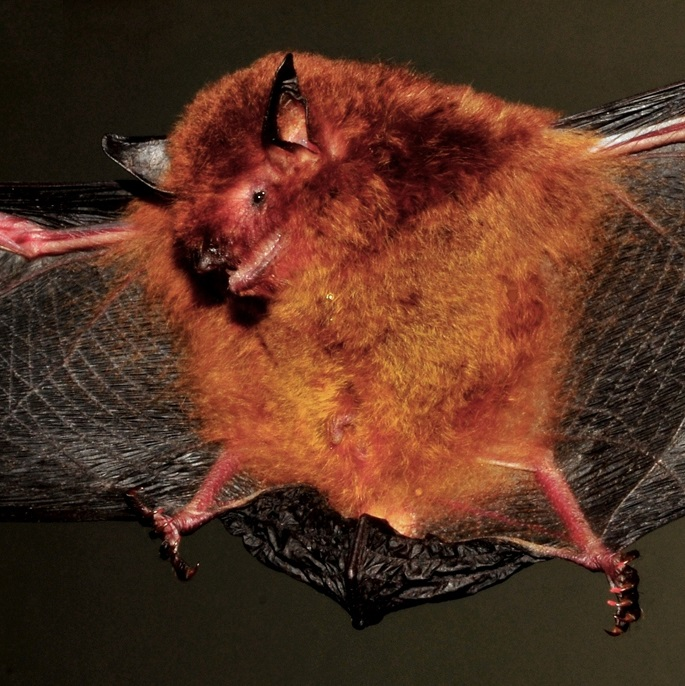

Myotis ruber (É. Geoffroy Saint-Hilaire, 1806), também chamado de morcego-borboleta-avermelhado (tradução do nome comum em inglês), é uma espécie de morcego endêmico da América do Sul, pertencente à família Vespertilionidae, e ao gênero Myotis Kaup (1829).  É um morcego que se diferencia de outras espécies do mesmo gênero e família pela sua coloração mais avermelhada em seu dorso, e pela parte mais amarelada na região ventral. Pode ser encontrado no Brasil, Uruguai, Argentina e Paraguai.

## Descrição morfológica
Seu tamanho varia de médio a grande, podendo atingir em média 49.50 mm da cabeça ao corpo; cauda de 35.8 a 40.5 mm; comprimento de asa de 35.8 a 40.5 mm, pé posterior de 7 a 10 mm, antebraço de 33 a 42.1 mm.  Possuem orelhas pequenas que medem de 13 a 15 mm e podem pesar 4 - 8 g. O crânio é robusto e relativamente grande comparado aos outros Myotis,com cristas sagitais presentes e bem desenvolvidas, tendo um comprimento máximo entre 14,6 e 15,8 mm, e apresenta um rostro alongado.
O Myotis ruber é muito semelhante morfologicamente aos outros morcegos do mesmo gênero, que são encontrados na região Neotropical, que inclui a América Central e do Sul. O que o difere dos seus congêneres e a presença dessa crista sagital no crânio e pelo arranjo dos pré-molares superiores. 
Suas orelhas se estendem para frente na metade do olho até a narina, e apresentam uma coloração mais voltada para um marrom-canela, assim como as membranas.
A pelagem lanosa, semelhante à lã, é de comprimento médio, contendo uma pele dorsal de 6 a 8 mm, e uma pelagem ventral de 4 a 7 mm. Os pelos dorsais apresentam tons bicolores sutis, com bases avermelhadas e pontas moderadamente mais claras. Os pelos ventrais também são bicromáticos, com bases marrom-escuras e pontas amarelo-ocre. 
Seu plagiopatágio é ligado nas patas até a base de seus dedos. Suas garras costumam apresentar uma cor avermelhada. A parte ventral do uropatágio e pernas está ausente de pelos, mas na parte do uropatágio dorsal e do joelho ao tornozelo há pelos espessos.

## Distribuição geográfica

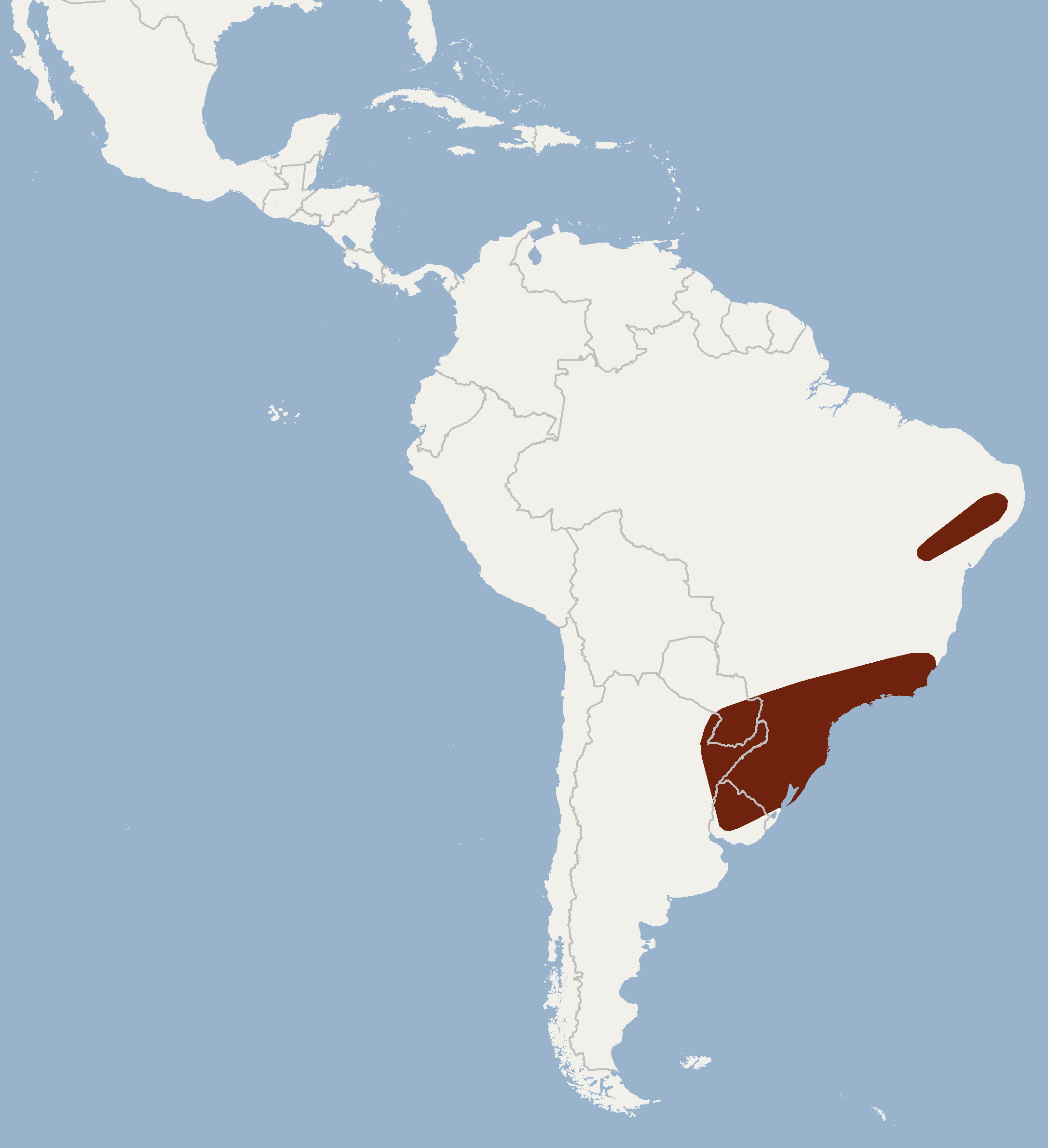

A história evolutiva de Myotis ruber, ainda é pouco conhecida, e eles são considerados raros em toda a sua área de distribuição. Podendo  ser encontrado nos países como, Argentina, Brasil, Paraguai e Uruguai. Habitam diversas partes do Brasil, há registros em estados como Bahia, Pernambuco, Rio de Janeiro, São Paulo e em todos da região sul do país.
O Myotis ruber habita florestas, como, Florestas tropicais de terras altas e relíquias de floresta semidecídua no Nordeste do Brasil, floresta montanhosa densa no Sudeste do Brasil, Floresta Atlântica ombrófila no Sul do Brasil, floresta semidecidual e pastagem, região dos Pampas da Argentina, do Paraguai e do Uruguai. Os registros indicam uma preferência dessa espécie para habitats subtropicais e regiões de florestas mais úmidas, o que pode ser um dos fatores determinantes para a ocorrência dessa espécie.

## Comportamento e ecologia
Suas populações podem não estar isoladas, mas sim conectadas por esses pequenos fragmentos de Floresta Atlântica ou outras áreas de vegetação associadas, o que pode ajudar a manter a conectividade entre as populações e permitir a troca de indivíduos entre elas
A sua atividade se inicia no período pré-crepuscular, quando ocorre a redução gradual da luz natural. Fora do seu período de atividade, ficam empoleirados em árvores ocas, nas rachaduras de rochas e até mesmo em telhados de casas. 
Normalmente voam em busca de sua alimentação, utilizando a ecolocalização para geração de imagens através da onda sonora. 
As vocalizações de ecolocalização apresentam um início com modulação de frequência (FM) intensa, seguido por um componente de frequência constante (CF) breve. Sua ecolocalização varia entre uma frequência mínima de 58 kHz e uma frequência máxima de 65 kHz 65 Khz, com uma uma duração de emissão de 5 milissegundos.
Essa espécie busca seu alimento em regiões de floresta e também sobre a água. Sua dieta é baseada em diversos insetos, principalmente Coleoptera e Diptera, os quais capturam no ar durante o voo.
Indivíduos fêmeas gestantes foram observados no período de junho, e de agosto a novembro com um pico nos últimos 2 meses do período. A reprodução da espécie tem indícios de ser poliéstrica com maior atividade reprodutiva no verão.

## Conservação
Myotis ruber está classificada como uma espécie Quase Ameaçado (NT) pela Lista Vermelha da IUCN de Espécies Ameaçadas, e é uma espécie ameaçada internacionalmente, sua grande área de habitat ajuda na preservação, porém é dependente de habitats frágeis que podem sofrer com a ação humana.  A conservação e manejo eficazes são essenciais para mitigar os efeitos das atividades humanas que levam à destruição e perda de habitats.